# Nederlandsch-Indische Voetbal Unie
De Nederlandsch-Indische Voetbal Unie (NIVU) werd in 1936 opgericht als de opvolger van de Nederlandsch-Indische Voetbal Bond (NIVB) en was het overkoepelend orgaan van het georganiseerde voetbal in Nederlands-Indië. De bond was een tegenhanger van de inheemse voetbalbond Persatuan Sepak Bola Seluruh Indonesia (PSSI), waarmee sinds 1936 werd samengewerkt.

## Geschiedenis
De Nederlandsch-Indische Voetbal Bond (NIVB) werd opgericht op 20 april 1919 en vanaf 24 mei 1924 was ze lid van de wereldvoetbalbond FIFA.
De NIVB organiseerde de Stedenwedstrijden, maar deze wedstrijden leidden eveneens in juli 1935 tot het faillissement van de NIVB. Door interne conflicten verlieten een aantal voetbalbonden de bond in 1935.
Op 9 juni 1935 werd de Nederlandsch-Indische Voetbal Unie (NIVU) opgericht door de voetbalbonden van Batavia, Soerabaja, Bandoeng, Semarang, Buitenzorg en Soekaboemi. Deze unie van lokale voetbalbonden werd de officiële voetbalbond van Nederlands-Indië en verkreeg het FIFA-lidmaatschap op 14 augustus 1936. In januari 1937 tekende de NIVU een overeenkomst met de Persatuan Sepak Bola Seluruh Indonesia (PSSI), waardoor de beide bonden elkaar erkenden en sindsdien samenwerkten.
De leden waren in Indië verblijvende Nederlanders en leden van de lokale elite. Beide bonden hadden een eigen competitie. De NIVU vaardigde een team af naar het WK 1938 in Frankrijk. Dit team werd in de eerste ronde uitgeschakeld. Bondsvoorzitter Johannes Mastenbroek fungeerde als coach. De PSSI werd rond het wereldkampioenschap genegeerd en zegde in 1939 de samenwerking op.
Tijdens de Japanse bezetting van Nederlands-Indië werden de activiteiten van de NIVU in 1942 stopgezet en gereorganiseerd door de Japanse bezetter. Vanaf 29 december 1946 hervatte de NIVU haar activiteiten weer vanuit Bandoeng en organiseerde in 1947 weer de Stedenwedstrijden.
Met de oprichting van de Verenigde Staten van Indonesië werd de naam van de voetbalbond vanaf oktober 1948 gewijzigd naar Voetbal Unie in de Verenigde Staten van Indonesië (VUVSI) en in het Indonesisch Ikatan Sepakraga Negara Indonesia Serikat (ISNIS). In 1949 en 1950 nam de VUVSI de organisatie over van de Stedenwedstrijden. Wanneer de Verenigde Staten van Indonesië opgingen in de eenheidsstaat van de Republik Indonesia, ging ook deze voetbalbond in 1951 op in de hernieuwde Indonesische voetbalbond.